# Luga
Luga (en rus: Луга) és un poble de l'óblast de Nóvgorod, a Rússia, segons el cens del 2010 tenia 58 habitants.